# Lotte Hanné
Lotte Hanné (* 3. Oktober 2001) ist eine deutsche Schauspielerin.
Hanné lebt in Ochtmersleben. Bekannt wurde sie durch ihre Rolle als Lilie Hansen in der Fernsehserie Tiere bis unters Dach. Ihr Bruder ist der Schauspieler Vito Hanné, der aus Im Herbst kein Lied und Die Stein bekannt ist.

## Filmografie
- 2008: Wege zum Glück (Fernsehserie, Folge 1.658) als Nora als Kind
- 2010–2017: Tiere bis unters Dach (Fernsehserie) als Lilie Hansen
- 2011: In aller Freundschaft (Fernsehserie, Folge Sinnkrise) als Lena Lichter
- 2012: Die Holzbaronin
- 2018: Frühling – Gute Väter, schlechte Väter